# Szent Miklós-templom (Szentbenedek)
A Szent Miklós-templom műemlékké nyilvánított épület Romániában, Kolozs megyében. A romániai műemlékek jegyzékében a  CJ-II-m-B-07702 sorszámon szerepel.